# Sophia Cormann
Sophia Cormann (* 16. August 2002 in Simmerath) ist eine deutsche Handballspielerin, die für den Zweitligisten Bayer Leverkusen aufläuft.

## Karriere
Cormann begann das Handballspielen beim deutschen Verein TV Roetgen. Nachdem die Rückraumspielerin anschließend beim BTB Aachen gespielt hatte, wechselte sie im Jahr 2017 zu Bayer Leverkusen. Mit der B-Jugend gewann sie 2018 die deutsche Meisterschaft. Anschließend lief Cormann sowohl mit der A-Jugend in der A-Juniorinnen Bundesliga als auch mit der 2. Damenmannschaft in der 3. Liga auf. Mit der A-Jugend wurde sie in den Jahren 2019 und 2021 deutsche Vizemeisterin.
Cormann gab am 14. November 2020 ihr Bundesligadebüt im Auswärtsspiel gegen die  Neckarsulmer Sport-Union. Am 2. Januar 2021 warf sie gegen die TSG Ketsch ihren ersten Bundesligatreffer. Im Folgemonat unterschrieb Cormann einen Bundesligavertrag bei Bayer Leverkusen. Bis zum Saisonende 2020/21 erzielte sie insgesamt 14 Treffer. 2025 stieg sie mit Leverkusen in die 2. Bundesliga ab.
Cormann bestritt 17 Länderspiele für die deutsche Jugendnationalmannschaft. Mit der deutschen Nationalmannschaft belegte sie den siebten Platz bei der U-17-Europameisterschaft 2019 in Slowenien.